# オルデンドルフ・キャリアーズ

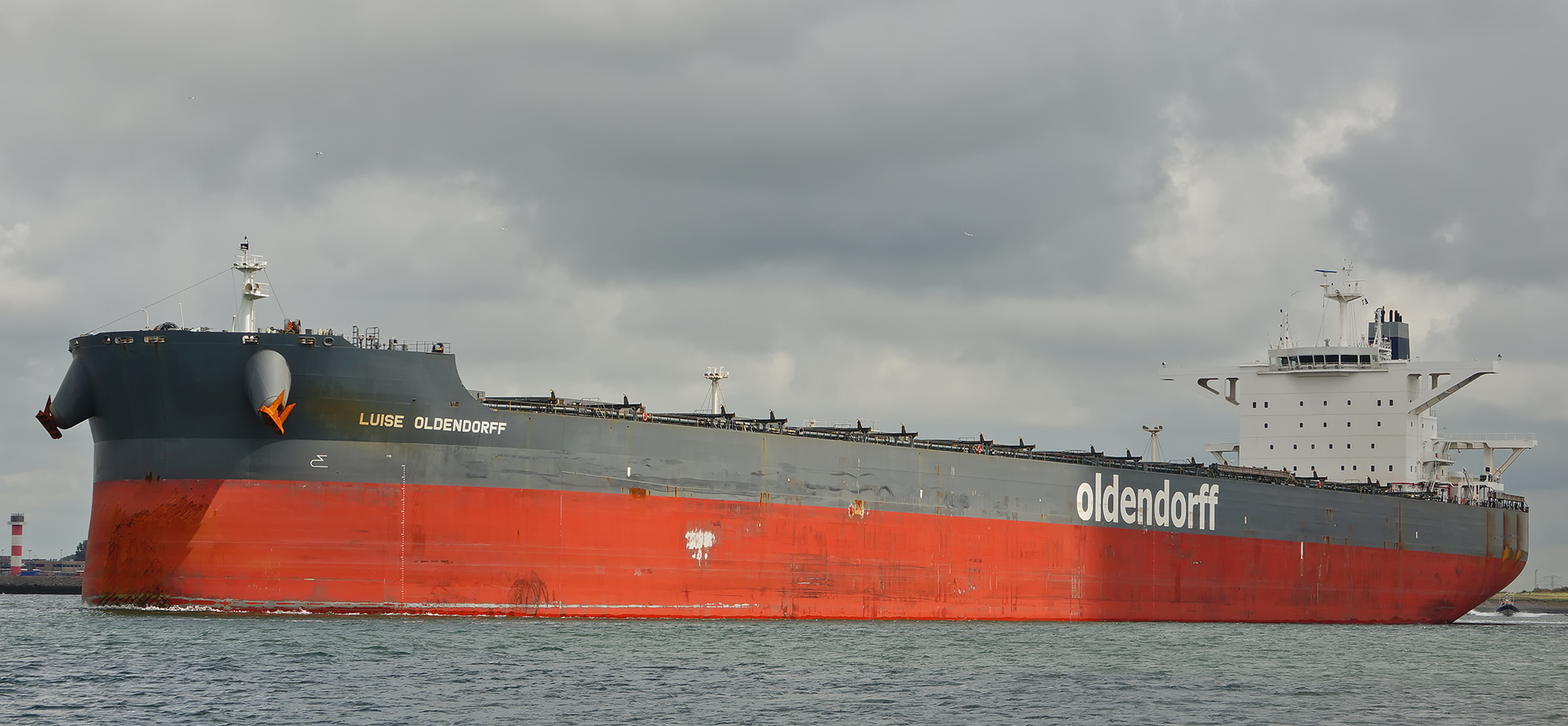
航行中のルイス・オルデンドルフ

オルデンドルフ・キャリアーズ（英語: Oldendorff Carriers GmbH & Co. KG）はドイツ連邦共和国の海運会社。

## 概要
穀物最大手のカーギル、鉄鉱石大手リオ・ティントと共に世界三大傭船者の１つとされている。
毎年、125カ国の約14,000港へ寄航し約3億2000万トンのバラ積み貨物を輸送しており、約700本のチャーター船と所有船を運航している。また、東京を含み世界各国に18の事業所を展開している。

## 歴史
1921年、エゴン・オルデンドルフが21歳の時にがハンブルクの小さな船舶会社のパートナーになり、社名をリリエンフェルド＆オルデンドルフと改名した。同年末にエゴンは全ての株を手に入れて単独で運営することになる。1925年にはリューベックに本社を移転した。その後第二次世界大戦で所有していた船を徴収されたことで苦境に陥ったものの、1950年代には船の再建を進め、また朝鮮戦争による貨物業界の好景気で立て直しに成功した。 1980年にヘニング・オルデンドルフがCEOに就任した。2003年、ピーター・ツィスがCEOに就任しヘニングは会長に就任した。

## 事故

### 大島大橋での衝突事故

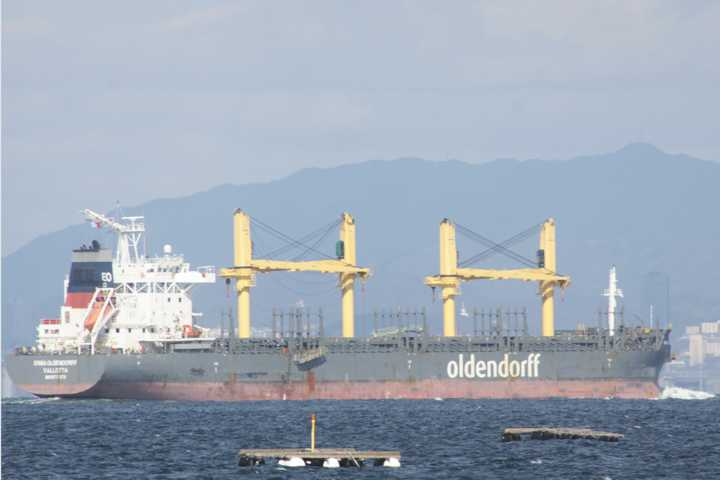
事故を起こしマストが曲がったエルナ・オルデンドルフ

2018年10月22日、山口県柳井市と周防大島町を結ぶ大島大橋の橋桁に大韓民国から広島県の呉港へ向かっていた同社の貨物船、エルナ・オルデンドルフが衝突し、橋に設置されていた水道管と通信ケーブルを破損させたことで周防大島のほぼ全域の約9050世帯で断水し、約1万4600人に影響がでた。また、事故を起こしたエルナ・オルデンドルフはマストやクレーンが損傷した。
10月27日には同社の役員らが周防大島町役場と山口県庁を訪れ、椎木巧町長と村岡嗣政県知事にそれぞれ事故の経緯を説明した上で、「住民の生活と地域産業に多大な影響を与えた。心よりおわび申し上げる」と謝罪した。一方で椎木町長は「なぜこのような無謀極まりない航海計画で運航したのか」などと抗議し、村岡知事は「誠意を持って対応してもらいたい」と要望した。
この事故で柳井海上保安署はインドネシア国籍の船長と当直責任者であったインドネシア国籍の二等航海士と操舵を担当していたフィリピン国籍の甲板手の3人を業務上過失往来危険の疑いで山口地方検察庁岩国支部に書類送検したと発表した。
今回の航海計画は二等航海士がつくり、船長が了承した。船は最短ルートとなる大畠瀬戸を通る予定だったが、計画段階で橋の高さを調べていなかったため船体が橋の高さを上回っていたことに気付いていなかった。船長は衝突の約30分前に橋に気づき、二等航海士に橋の高さを調べるよう指示したが、橋の高さや水深などが記された冊子が分厚く手間取ったという。その間、操舵をしていた甲板手は減速や進路変更をしなかったため大島大橋に衝突したという。